# La maschera di Dimitrios (film)
La maschera di Dimitrios (The Mask of Dimitrios) è un film del 1944 diretto da Jean Negulesco e tratto dall'omonimo romanzo del 1937 di Eric Ambler.

## Trama
Nel 1938, Cornelius Leyden, un autore olandese di romanzi gialli, è in visita a Istanbul. Una sera, il colonnello Haki, della polizia turca, gli racconta la storia di Dimitrios Makropoulos, un criminale internazionale il cui cadavere è stato appena ritrovato su una spiaggia locale. Leyden, affascinato dalla vita misteriosa e turbolenta di Dimitrios, decide di approfondire la sua storia. Così, insieme ad Haki, visita l'obitorio per vedere il corpo di Dimitrios, un'esperienza che sconvolge non poco lo scrittore. Successivamente, Haki conduce Leyden da Irana Preveza, una vecchia amante di Dimitrios, ora tenutaria di un bordello a Istanbul. Irana racconta come Dimitrios l'abbia sedotta e poi abbandonata dopo una serie di affari loschi, tra cui l'aver intrapreso anche la carriera di sicario. Il ricordo del tradimento e della fuga di Dimitrios, che la lasciò con debiti mai ripagati, provoca in Irana ancora un profondo dolore. Leyden si reca, quindi, a Sofia e condivide uno scompartimento in treno con un misterioso uomo inglese, Peters, che si rivelerà essere un ex complice di Dimitrios. Peters confessa, in seguito, di essere stato tradito da Dimitrios in un affare di contrabbando, che lo portò in prigione. Convinto che Dimitrios sia ancora vivo, Peters progetta di ricattarlo e coinvolge Leyden nel suo piano, offrendogli una parte del milione di franchi che spera di ottenere. Leyden, sebbene riluttante a partecipare al ricatto, continua a seguire le tracce di Dimitrios fino a Ginevra, dove incontra Wladislaw Grodek, un aristocratico che aveva assoldato Dimitrios per ottenere segreti militari jugoslavi. Grodek racconta come Dimitrios manipolò un ufficiale governativo in difficoltà economiche per farsi consegnare una mappa strategica. Tuttavia, Dimitrios tradì Grodek vendendo le informazioni a un governo rivale, e l'ufficiale, una volta scoperto, si suicidò. Leyden, infine, segue la pista fino a Parigi, dove Peters tenta di mettere in atto il suo piano per estorcere denaro a Dimitrios, che è vivo e, nel frattempo, è diventato un rispettabile banchiere. Dimitrios scopre il complotto e spara a Peters a sangue freddo. Leyden, in preda alla rabbia, si scaglia contro Dimitrios ma è Peters, ferito, a prendere la pistola e ad uccidere Dimitrios. La polizia arriva subito dopo e arresta Peters, che si congeda da Leyden con una richiesta curiosa: vuole ricevere una copia del libro che Leyden scriverà sulla vicenda. Nel corso delle indagini, Leyden scopre che il cadavere ritrovato non apparteneva a Dimitrios, il quale aveva finto la propria morte per sfuggire alla giustizia. Leyden, sopravvissuto agli eventi, è pronto a trasformare la storia di Dimitrios nel suo prossimo romanzo.

## Produzione
Il film fu prodotto dalla Warner Bros. Pictures (con il nome Warner Bros.-First National Pictures). Venne girato - dal novembre 1943 al gennaio 1944 - a Burbank, negli studios della Warner al 4000 di Warner Boulevard.

## Distribuzione
Distribuito dalla Warner Bros. Pictures, il film - presentato da Jack L. Warner - uscì in prima a New York il 23 giugno 1944. Fu distribuito nelle sale cinematografiche USA il 1º luglio 1944.